# Jeet kune do

A jeet kune do logója

A jeet kune do (截拳道, Jitkyùndou, „a megtartóztató ököl útja”) egy keverék harcművészeti stílus és egyben életfilozófia, melyet Bruce Lee alakított ki 1967-ben. A stílus nem használ tradicionális elemeket, közvetlen, egyenes irányú mozdulatokat tartalmaz. Elsősorban nyitott kezes technikákat alkalmaz, és különböző helyzetekre különböző eszközökkel reagál. Úgy is hivatkoznak rá más néven, mint a „stílus nélküli stílus”. A tradicionális harcművészetekkel ellentétben a jeet kune do nem kötött stílus, nincsenek kötött elemei, és a stílus egyben filozófia is.
2004-ben a Bruce Lee Alapítvány úgy döntött, Jun Fan Jeet Kune Do-nak nevezik a stílust, hogy alapítójára emlékezzenek ezzel. („Jun Fan” Lee kínai neve volt)

## Lee filozófiája
A jeet kune do nevet Bruce Lee adta harci rendszerének és filozófiájának 1967-ben. Eredetileg, amikor elkezdte kutatni a különböző harci stílusokat, saját stílusát önmagáról, Jun Fan Gung Fu-nak nevezte el. Azonban nem állt szándékában létrehozni egy újabb olyan stílust, amely a többi harcművészethez hasonlóan korlátozza önmagát.
A stílus lényege, hogy a védő, ahelyett, hogy blokkolná az ellenfél ütését, elhajol az ütés elől, és mielőtt az elérné a célzott testrészt, visszatámad egy megállító ütéssel. Ez a megállító ütés sokkal hatásosabb lesz az ellenfél által indított technikánál, mert egyrészt az ellenfél nem számít rá, másrészt az általa indított technika lendületével még bele is dől ebbe.

## Fordítás
- Ez a szócikk részben vagy egészben  a   Jeet Kune Do című angol Wikipédia-szócikk fordításán alapul.  Az eredeti cikk szerkesztőit annak laptörténete sorolja fel. Ez a jelzés csupán a megfogalmazás eredetét és a szerzői jogokat jelzi, nem szolgál a cikkben szereplő információk forrásmegjelöléseként.